# Al Shapiro
Allen J. Shapiro (7 de fevereiro de 1932 - 30 de maio de 1987), conhecido como Al Shapiro ou pelo pseudônimo A. Jay, foi um artista e desenhador de banda desenhada norte-americano. Ativo entre as décadas de 1960 e 1980, assumia-se como gay e judeu. É creditado pela criação da primeira história em quadrinhos homosexual, The Adventures of Harry Chess: That Man from A.U.N.T.I.E.
Shapiro é conhecido pela sua arte erótica e de fetiche, não apenas em Harry Chess, mas também na revista Drummer, onde desempenhou o papel de editor de arte, e nos trabalhos de design gráfico que realizou para os clubes de sexo e bares gay The Caldron e Leatherneck, ambos em São Francisco, para além de inúmeras casas de sauna gays.
Faleceu devido a complicações relacionadas ao AIDS em 1987.

## Biografia
Al Shapiro nasceu e foi criado no interior do estado de Nova York. Durante a sua adolescência, competiu como lutador na equipa da escola que frequentava, período em que descreveu ter ficado "totalmente obcecado por homens com peitorais grandes e mamilos finos", o que se tornou uma inspiração duradoura na sua arte. Após completar o ensino secundário, serviu no Exército dos Estados Unidos da América, tendo sido destacado para a Coreia do Sul após o fim da Guerra da Coreia.
De regresso aos EUA, mudou-se para Manhattan na década de 1960, onde frequentou o Pratt Institute com o objectivo de se formar em cenografia para teatro e trabalhar para o teatro da Broadway. Mais tarde, começou a ilustrar livros infantis.
Criou a personagem Harry Chess em resposta a um anúncio de 1964 no New York Times de Clark Polak, o qual procurava "um cartunista para uma nova revista alegre e sofisticada" chamada Drum. Após a revista ter sido descontinuada, Al Shapiro continuou a produzir histórias de quadrinhos ou banda desenhada sobre Harry Chess para a Queen's Quarterly (QQ), outra revista gay. Inspirado por Stan Lee e James Bond, o artista norte-americano projetou o personagem Harry Chess como seu alter ego, revelando uma vez que "Eu sou Harry e Harry sou eu. Estamos todos juntos".
Em 1974, mudou-se para São Francisco para viver com Dick Kriegmont, seu parceiro que conheceu através de um anúncio publicado por Kriegmont na revista The Advocate. Na sua nova cidade, o casal frequentava os bairros de Pacific Heights e South of Market.
Em 1977, o cofundador da revista Drummer, John Embry, contratou Al Shapiro e Jack Fritscher para serem o diretor de arte e editor-chefe da revista, respectivamente, encarregando-os ainda de mudar a publicação de Los Angeles para São Francisco. Ambos deixaram a revista no final de 1979. Jack Fritscher descreveu o artista como "o melhor dos meus amigos e companheiros" e "um dos pais originais do Drummer ".
Vários bares e clubes gays exibiram a arte de Shapiro em panfletos e cartazes promocionais, incluindo The Caldron, The Eagle, e The Slot.
Em 1978, Shapiro e Dom Orejudos produziram uma exposição conjunta na galeria Fey-Way Studios, seguindo-se outra, também conjunta, na galeria Eons em Los Angeles. Os dois artistas e Tom of Finland eram todos amigos íntimos.
Faleceu em casa devido a complicações relacionadas com a SIDA em 30 de maio de 1987, com Kriegmont ao seu lado.

Na sua autobiografia de 2006, Jack Fritscher escreveu: 
Se houvesse um Monte Rushmore gay de quatro grandes artistas pop pioneiros, os rostos seriam Chuck Arnett, Etienne, A. Jay e Tom of Finland.

## Legado
O Leather Archives & Museum em Chicago possui no seu espólio algumas obras de arte de Al Shapiro.
A arte de Shapiro influenciou consideravelmente o estilo de outros artistas eróticos, incluindo Bill Schmeling, conhecido como The Hun.